# 傳播論

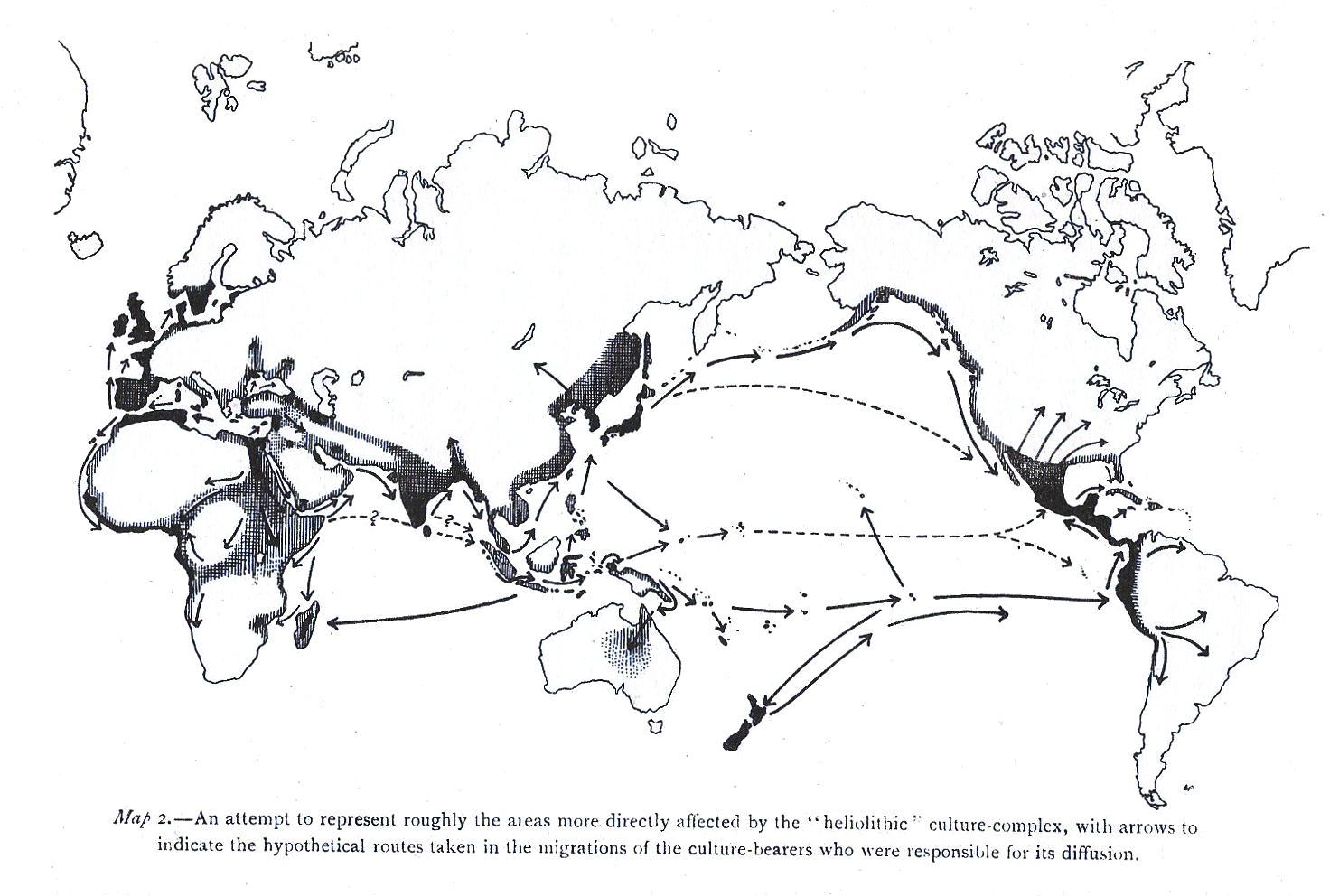
格拉夫顿·埃利奥特·史密斯繪製的埃及文化傳播圖（1929）

傳播論、文化傳播論或文化散布理論是文化人類學和文化地理學上的一個概念，由利奧·費羅貝尼烏斯在1897年首次提出。這一個概念用來描述各種文化要素，如思想、語言、科技及宗教的傳播。雖然文化傳播確實存在，但實際上關於某些文化的傳播程度和範圍至今在學界仍有爭議。其與人類學理論的發展有著深遠影響，一些重要的文化概念如文化圈等，都是文化傳播學派的人物提出來的。“超傳播主義”也是從這一理論中發展出來的，這一理論否認歷史上存在任何形式的平行演化和單獨發明，認爲人類史上所有重大發明都來自于一個文化。

## 外部連接
- "Diffusionism and Acculturation" （页面存档备份，存于） by Gail King and Meghan Wright, Anthropological Theories, M.D. Murphy (ed.), Department of Anthropology, College of Arts and Sciences, The University of Alabama.